# Marineda City
Marineda City és un complex comercial i d'oci situat a La Corunya. En el moment de la seva inauguració, el 2011, era el quart més gran d'Europa.
Marineda és el nom fictici que l'escriptora Emilia Pardo Bazán donava a la ciutat gallega.

## Característiques

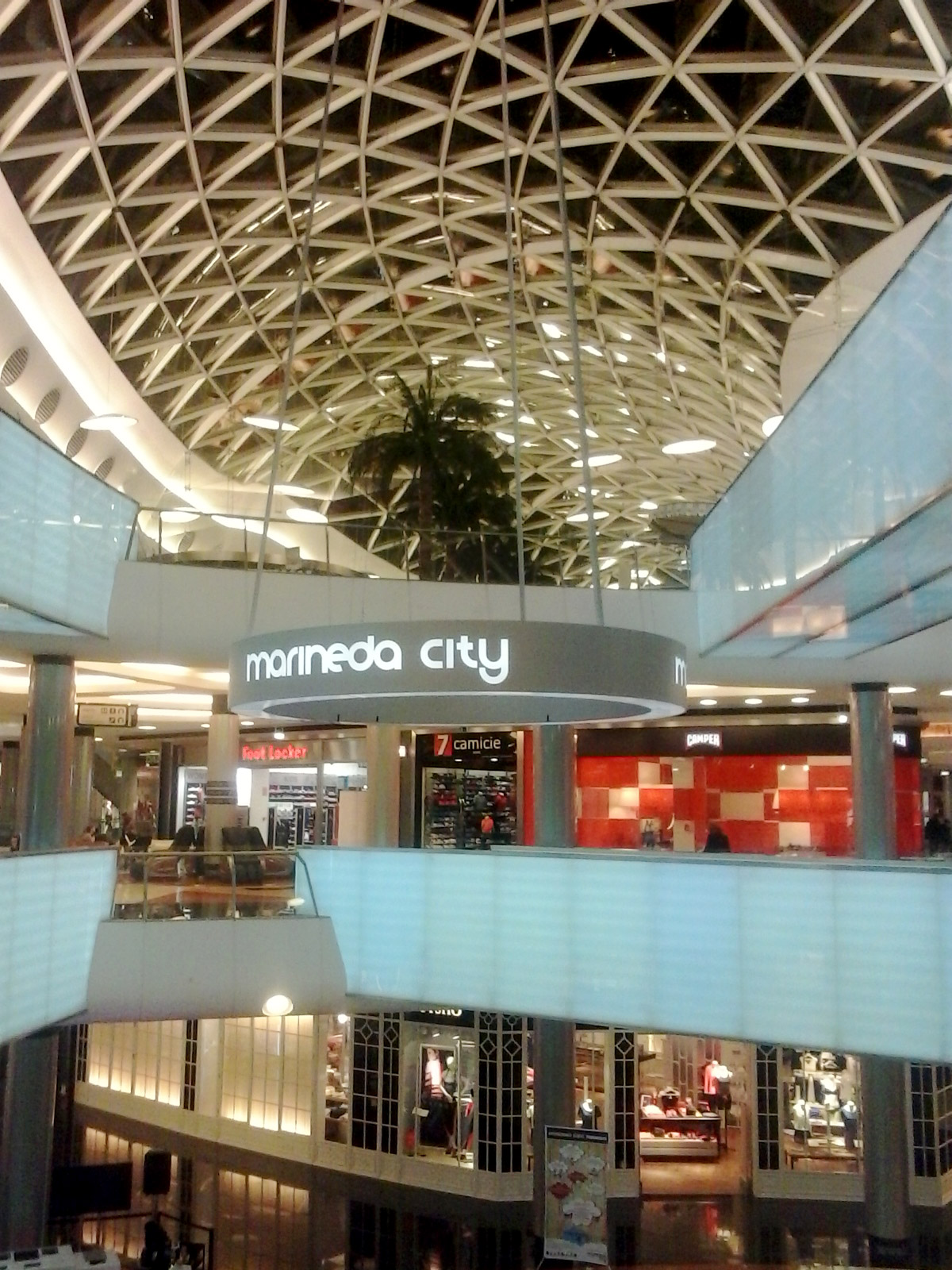
Vista interior de Marineda City.

Va ser dissenyat l'any 2008 com a Marineda Plaza als terrenys ocupats per la subestació elèctrica que Fenosa tenia a la Grela. És el complex comercial més gran de Galícia i Espanya i el quart d'Europa, amb 500.000 m² de superfície construïda. Té un aparcament per a 6.500 cotxes. Compta amb més de 190 botigues (inclòs el primer IKEA de Galícia), a més d'hostaleria, oci, cinemes, un hotel de quatre estrelles Carrís i 113 habitacions, i un centre de negocis.
El centre comercial s'enfronta a una gran plaça per a vianants exterior oberta a la carretera dels Banys d'Arteixo i envoltada d'edificis de diverses marques. Està obert tots els dies de l'any, tot i que els establiments comercials tenen diferents horaris.
Té tres plantes i per sota d'altres tres nivells d'aparcament. La planta superior és un carrer amb establiments d'hostaleria i una gran terrassa coberta amb coberta de vidre.
Segons les previsions dels seus promotors, 15 milions de persones l'any visitarien el centre comercial El 2013 va arribar als 17 milions de visitants.
Marineda City va ser objecte de molta polèmica en el moment de la seva inauguració per utilitzar només l'idioma castellà en la campanya publicitària. Actualment la seva pàgina web està disponible en gallec i castellà.
L'any 2012, el centre comercial Marineda City va ser reconegut per la revista Actualidad Económica amb el Premi a la Creació de Treball, per la creació de 4.000 llocs de treball directes i més de 4.500 d'indirectes.
Els socis capitalistes que van crear el negoci foren Manuel Jove, amb el 33,3% de les participacions, José Collazo amb un 30%, José Antonio Souto amb un 20% i Modesto Rodríguez amb el 16,6% restant. El centre comercial va ser comprat per Merlin Properties l'any 2014, que va pagar 260 milions d'euros.

## Botigues
Marineda City compta amb 190 botigues.

### IKEA

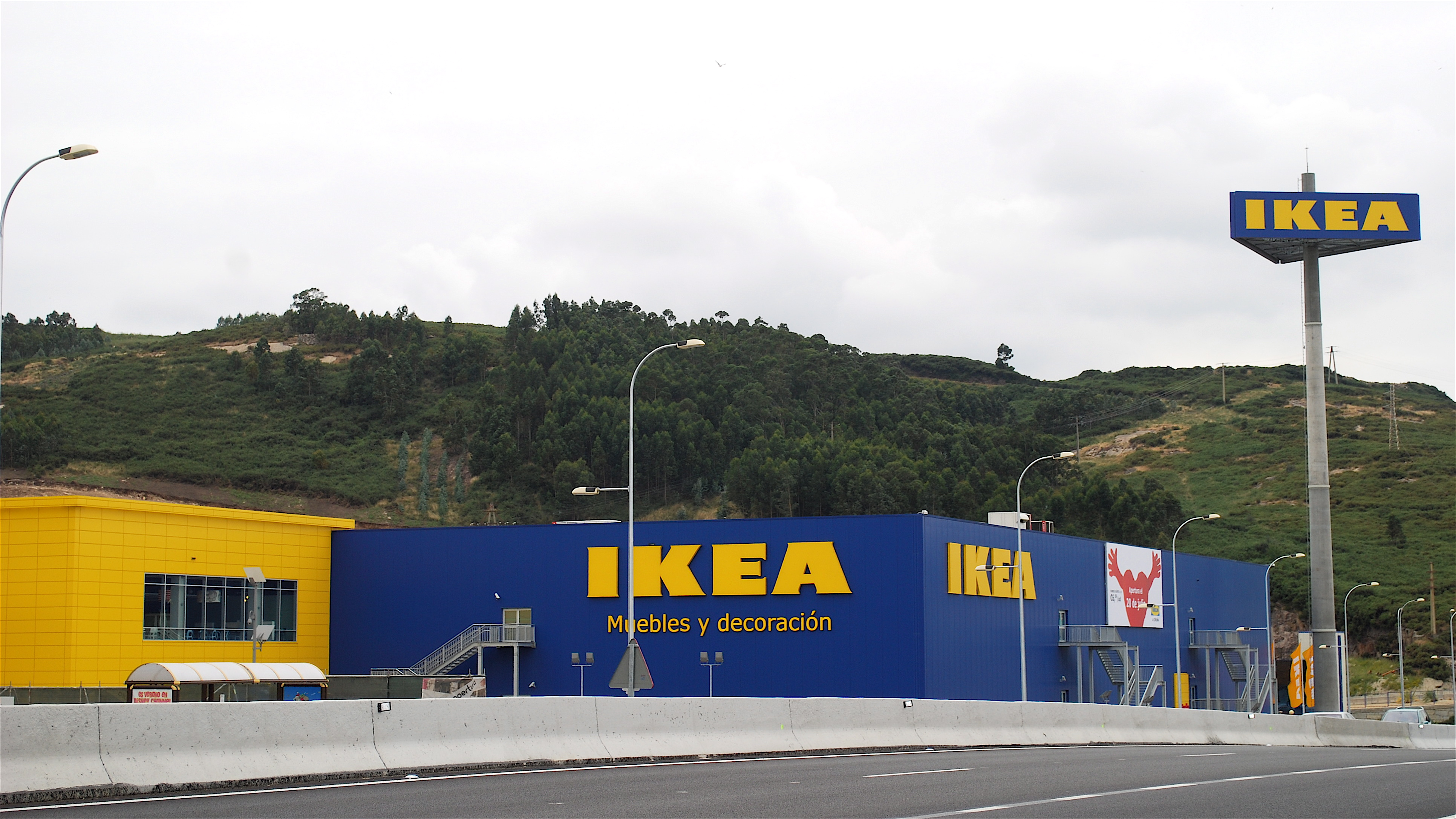
IKEA A Coruña.

Després d'anys de recerca d'ubicació a Galícia IKEA es va decidir per la Corunya a La Grela, al costat de Marineda City.
La llicència d'obra i activitat ha estat recorreguda davant dels tribunals pel Col·legi Oficial d'Arquitectes de Galícia (COAG) per intrusisme professional ja que està signada per un enginyer industrial.
Gairebé 46.000 candidats es van presentar a 400 llocs de treball, i la botiga es va inaugurar el 20 de juliol de 2010.
IKEA va ser la primera botiga que va obrir a Marineda City amb una inversió de 60 milions d'euros. Té 60.000 m ² i es troba en un edifici independent de la resta del centre comercial amb el qual comparteix aparcament, tot i que els accessos no són habituals, té accés per a vianants a la plaça central.
L'any 2011 Ikea va publicar per primera vegada en gallec el seu catàleg publicat en 29 idiomes amb una tirada de 33.000 exemplars dels 600.000 que va distribuir a Galícia.
El gener de 2012 IKEA va ser multada amb 40.001 euros per l'Agència Espanyola de Protecció de Dades per les seves càmeres instal·lades sense llicència i gravant el carrer. La sanció va ser recorreguda per IKEA davant l'Audiència Nacional.
El març de 2012, IKEA va reduir la seva plantilla de 400 a 290 treballadors.

### PC City
Es va inaugurar el mateix dia que Marineda City i va tancar la mateixa setmana que la inauguració. Més d'un any després de l'obertura del centre comercial encara hi ha publicitat de l'establiment de Marineda City.
Va provocar certa polèmica a la xarxa intentant evitar que un blogger fes fotos de la botiga.

### Inditex
A Marineda City té Inditex botigues de les seves marques utilitzant el centre comercial com a prova de nous dissenys de botigues. La nova imatge de Zara, Pull and Bear, Bershka o Lefties es va publicar allà.

### Deportienda
Al centre comercial hi ha una Deportienda, la botiga oficial del Real Club Deportivo de A Coruña, on podeu trobar els seus productes oficials. Té una superfície de més de 100 metres quadrats.

### Starbucks
Des de l'octubre de 2016, el centre comercial disposa d'una cafeteria Starbucks, la primera que obre a Galícia.